# Osmar Pickler
Osmar Pickler (Criciúma, 13 de novembro de 1930) é um advogado, professor, contabilista e político brasileiro, residente em Florianópolis. Viúvo, tem nove filhos.
Foi candidato a senador pelo Partido Trabalhista Cristão (PTC) em 2006, e a deputado federal pelo Partido Republicano Progressista (PRP) em 2014.
Já foi candidato a vereador pelo antigo Movimento Democrático Brasileiro (MDB) e pelo Partido do Movimento Democrático Brasileiro (PMDB), e a prefeito de Florianópolis em 2004 pelo PTC.